# Зиґмунт Венцлевський

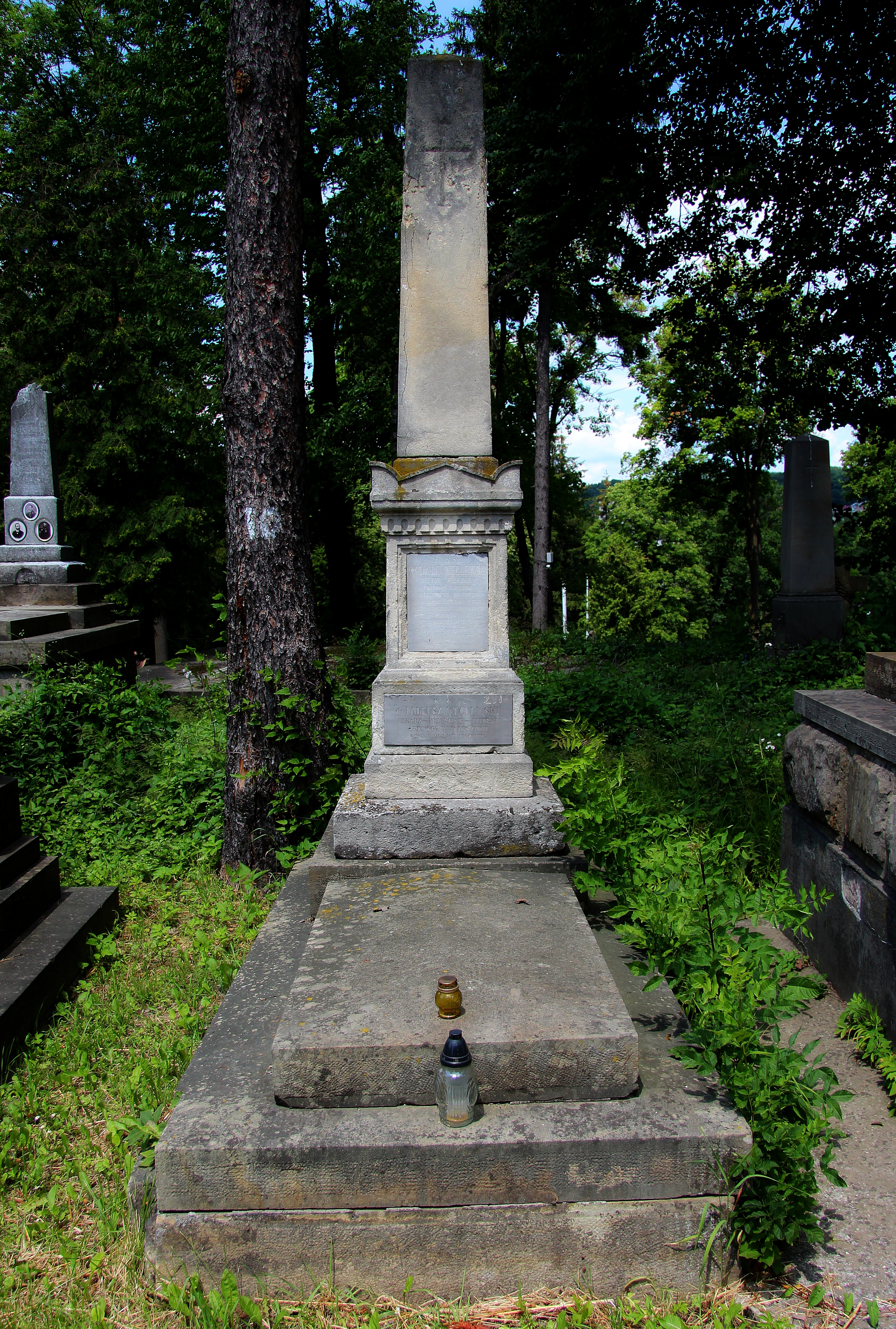

Зиґмунт Венцлевський (пол. Zygmunt Węclewski; 1 або 19 травня 1824, Мендзижеч — 14 серпня 1887, Львів) — польський класичний філолог, ректор Львівського університету (1877—1878).

## Життєпис
Був сином Сильвестра, урядовця земського суду, і Теклі з роду Закенських, мав старшого брата Станіслава, педагога і видавця старопольських текстів. Навчався в гімназії Фридерика Вільгельма в Познані, студіював у Вроцлавському університеті, доктор університету в Галле.
До 1869 року був професором Головної школи у Варшаві, 1871 року став першим польським професором кафедри класичної філології Львівського університету, де в 1877—1878 роках був ректором. У Львівському університеті викладав до 1887 року. Член Академії знань в Кракові. Був автором популярних словників латинської і грецької мов, перекладачем усіх збережених грецьких трагедій та дослідником творчості Клеменса Яніцького і Анджея Кшицького.
Похований на 68 полі Личаківського цвинтаря.

## Праці
- «Słownik łacińsko-polski do autorów klasycznych…» (Познань 1851),
- «Historia tragedii greckiej» (Варшава 1859),
- «Disputatio de Clementis Ianicii scriptis» (Варшава 1865),
- «Historia literatury greckiej od czasów Aleksandra Wielkiego…» (Варшава 1867),
- «Słownik grecko-polski» (Варшава 1868),
- «Tragicy greccy w trzech tomach, przekład wszystkich tragedii greckich» (Познань 1873).